# جو روز
جو روز (بالإنجليزية: Joe Rose)‏ هو لاعب كرة قدم أمريكية أمريكي، ولد في 24 يونيو 1957 في ماريسفيل في الولايات المتحدة.

## وصلات خارجية
- جو روز على موقع مرجع كرة القدم المحترفة.كوم (الإنجليزية)